# マライカ (歌)
マライカ（Malaika）はスワヒリ語の歌で、タンザニアの作曲家アダム・サリムが1945年に作り、ケニアの歌手ファディリ・ウィリアムが最初に録音した。この歌はタンザニア、ケニア、東アフリカにおいて、おそらく最も有名なラブソングであり、スワヒリ語の歌の中でも世界で最もよく知られている。「マライカ」はスワヒリ語で「天使」の意味であり、スワヒリ語話者にとってはいつも美しい少女の意味で使われている。
歌の歌詞には少しずつ違うヴァージョンがある。タイトルも、「Ewe Malaika（ああ天使よ）」「My Angel（私の天使）」など、いくつかのヴァージョンがある。

## 作者とカバー
このポピュラーソングの作者については、いまだに論争を呼んでいる。しかし、多くの人が認める作者は、タンザニアの無名のソングライター、アダム・サリムである。1916年生まれのサリムは、ナイロビ滞在中の1945年から1946年にこの歌を作曲した。この物語によると、アダム・サリムは1945年にこの歌「マライカ」を、美しいガールフレンドのハリマ・ラマダニ・マルワのために作曲した。彼らの親たちは彼らの仲を認めず、ハリマは両親の意向でアジアの資産家と結婚させられた。ケニアの歌手ファディリ・ウィリアムは、この歌を最初に録音したという関係がある。プロデューサーのチャールズ・ウォーロッドは違うヴァージョンを出し、ウィリアムの義兄弟グラント・チャロの歌だと登録したが、これはファディリ・ウィリアムが最初の録音者ということと関係している。チャロがこのクレームを確認したかはわからない。
東アフリカからの別のクレームは、歌の作者がモンバサ出身のルーカス・トゥトゥトゥだというものである。
ミリアム・マケバの初期の録音により、この歌は大陸中に広まり、最終的には世界中に広まった。彼女の歌いぶりは、ハリー・ベラフォンテ、ピート・シーガー、ボニーM、ウーシャ・ウサップ、アンジェリーク・キジョーといった著名な歌手の関心を呼んだ。
この歌は、ヘップ・スターズ、ボニーM、ブラザース・フォア、ヘルムート・ロッティ、ロッコ・グラナータ、サラゴッサ・バンドといった、多くの国際的アーティストによってカバーされており、アフリカの主な歌手たちのレパートリーになっている。2023年には、南アフリカの音楽グループ、ザ・ソイルが、1980年代のミリアム・マケバの演奏にインスパイアされた彼ら独自のヴァージョンを録音した。

## 歌詞とその意味
歌の歌詞はヴァージョンによって少しずつ異なり、再編成されたり、削除されたり、結合されたりしている。スワヒリ語の方言はタンザニア語やケニア語の方言に似ている。キジョーやマケバのヴァージョンでは、歌がかなり改変されている。
ファディリ・ウィリアムの初期の録音（1959年）では2番までしかなかった。しかし、ミリアム・マケバの録音には3番（Pesa～の歌詞）まであり、ファディリの後の録音にもPesaの歌詞がある。
歌は、「天使」あるいは「小鳥」に恋して結婚を願う貧しい若者によって歌われるが、彼は花嫁の値段に負けてしまう。

## 参考
- Boney M
- Fantastic Boney M.
- Ogova Ondevo, "How Political Interference and Corruption Stifles Music Production in Kenya", Art Matters, 23 May 2006.